# Fagnano Castello
Fagnano Castello est une commune italienne de la province de Cosenza, dans la région Calabre.

## Administration
| Période                                  | Période | Identité | Étiquette | Qualité |
| ---------------------------------------- | ------- | -------- | --------- | ------- |
|                                          |         |          |           |         |
| Les données manquantes sont à compléter. |         |          |           |         |

### Communes limitrophes
Acquappesa, Cetraro, Malvito, Mongrassano, San Marco Argentano,  Santa Caterina Albanese